# 剛果法郎
剛果法郎是剛果民主共和國的流通貨幣。貨幣編號CDF。輔幣單位為分，1法郎=100分。剛果法郎在比屬剛果時期和剛果獨立到1967年這段期間曾經發行過；1967年被扎伊爾替代；1997年後再度成為剛果民主共和國的流通貨幣。

## 流通中的貨幣

### 硬幣
剛果現時沒有使用硬幣。

### 紙幣

#### 1997年

剛果在1997年發行的輔幣。

- 1 分
  - 正面：收成咖啡
  - 背面：尼拉貢戈火山
- 5 分
  - 正面：面具
  - 背面：贊德豎琴
- 10 分
  - 正面：彭代面具
  - 背面：彭代舞者
- 20 分
  - 正面：羚羊
  - 背面：烏彭巴國家公園
- 50 分
  - 正面：㺢㹢狓
  - 背面：㺢㹢狓野生生物保護區
- 1 法郎
  - 正面：煉銅廠
  - 背面：帕特里斯·盧蒙巴和他的戰友被抓
- 5 法郎
  - 正面：加兰巴国家公园的犀牛
  - 背面：瀑布
- 10 法郎
  - 正面：盧巴雕塑
  - 背面：盧巴雕塑
- 20 法郎
  - 正面：獅子
  - 背面：母獅和幼獅
- 50 法郎
  - 正面：面具
  - 背面：在刚果河的漁民
- 100 法郎
  - 正面：維龍加國家公園的大象
  - 背面：水力發電站

#### 2000年

剛果在2000年發行的兩款紙幣。

- 50 法郎
  - 正面：面具
  - 背面：在剛果河的漁民
- 100 法郎
  - 正面：維龍加國家公園的大象
  - 背面：水力發電站

#### 2002年

剛果在2002年發行的兩款紙幣。

正面左邊有圖案；紙幣四角都有阿拉伯數字面值；下方和右上角有編號，靠右有一個簽名；右邊空白位置有水印；中間有剛果法郎符號；中間上方有銀行名稱。
背面右邊有圖案；左上角和右上下角有阿拉伯數字面值；左邊空白位置有水印；中間上方有銀行名稱。
- 200 法郎
  - 正面：耕作
  - 背面：鼓手在打鼓
- 500 法郎
  - 正面：鑽石開採
  - 背面：鑽石礦場

#### 2012年
正面中間有動物，靠右則有不同景物；最上面有銀行名稱；左上角和右上下角有阿拉伯數字面值；左下角和右上角有編號；左邊空白位置有水印。
背面中間有動物；左上下角、中間下方和右上角有阿拉伯數字面值；右上角也有銀行名稱；右邊空白位置有水印。
- 1,000 法郎
  - 正面：㺢㹢狓
  - 背面：非洲灰鹦鹉
- 5,000 法郎
  - 正面：斑馬和雕像
  - 背面：一種野生火雞
- 10,000 法郎
  - 正面：兩隻水牛和雕像
  - 背面：樹枝上的小鳥、香蕉樹
- 20,000 法郎
  - 正面：長頸鹿和雕刻
  - 背面：棕櫚樹、灰色丹頂鶴

## 外部連結
- 唐的世界硬币画廊：Zaire
- 罗恩·怀斯的世界纸币：Democratic Republic of the Congo 镜像网站
- 现代金融系统表格－库尔特·舒勒制作：Congo-Kinshasa (Democratic Republic of Congo) 镜像网站
- 环球货币历史：Congo, Democratic Republic of (Kinshasa)
- 《环球金融资料》系列：Congo Democratic Republic Franc
- 《环球金融资料》货币历史表格（ 微软试算表格式）